# Diploria strigosa
Espèce
Statut CITES
Diploria strigosa est une espèce de coraux appartenant à la famille des Faviidae. Selon WoRMS, cette espèce n'est pas valide et correspond à Pseudodiploria strigosa Dana, 1846.